# 圆照寺 (五台)
圆照寺，古称普宁寺，藏传佛教黄教寺院，位于中国山西省忻州市五台山风景名胜区台怀镇杨林村，灵鹫峰南坡，显通寺东北角仅百步远，位置稍高。罗睺寺侧后方。背靠菩萨顶和广宗寺。已列为山西省文物保护单位。

## 介绍
该寺始建于元至大二年（1309年），原名普宁寺，是五台山最早的黄庙（藏传佛教喇嘛庙）。据传藏传佛教萨迦派第五代祖师八思巴受元世祖忽必烈加封为‘国师’后，推荐高僧胆巴（又名庆喜称）谒见忽必烈，受封为‘金刚上师’，驻锡于普宁寺。
明永乐十二年（1414年），印度大班智达、大菩提寺寺主室利沙（黄教祖师宗喀巴的弟子降全曲尔计）途经尼泊尔加德满都河谷与西藏的拉堆绛、江孜等地，受诏抵达北京，弘扬佛法，被尊为“圆觉妙应辅国光范大善国师”，赐金印、旌幡，奉命巡礼五台山，驻锡于普宁寺修行弘法。宣德元年（1426年），室利沙奉诏进京说法时圆寂，火化后，明宣宗下旨，将舍利子一分为二，建塔供养。一份供奉在北京真觉寺，另一部分送回五台山，建舍利塔供奉，建于宣德九年（1434年）。重修寺庙，并改名为圆照寺。该寺在明代和清代进行了重建和修葺。

## 建筑
圆照寺占地12600平方米，建筑80间。寺庙格局严谨，中轴线上依次为山门、天王殿、大雄殿、都纲殿。
该佛寺的山门为罕见的“五门”，称为“五朝门”或“五念门”，与其它五台山寺庙常见的“三门”不同。
天王殿是明代遗构，檐下是乾隆御匾“震那金界”。殿内正中供奉弥勒佛，后面是韦驮护法神，山墙两侧供奉四大天王。柱联为“出则弘称，六度化七趣，同归正党；人以德量，三脱疑四圣，共证泥洹”。
大雄宝殿正中供奉释迦牟尼佛，左为药师佛，右为阿弥陀佛，合称横三世佛，两壁是十八罗汉和二十四诸天等彩色悬塑，佛坛背面是明代所塑的“三大士”(阿弥陀佛、观世音、大势至菩萨)和五百罗汉过江悬塑。
大雄殿与都纲殿之间的后院，有室利沙舍利塔，为藏传佛教金刚宝座覆钵式白塔，高17米，一大四小造型，塔中藏有室利沙的舍利子。塔基四周设有汉白玉围栏。
后面的罗汉堂里装有500罗汉石刻，250块青石板，每块上雕二尊罗汉像。

## 保护
1986年8月18日，圆照寺公布为山西省文物保护单位，编号2-159。

## 图像

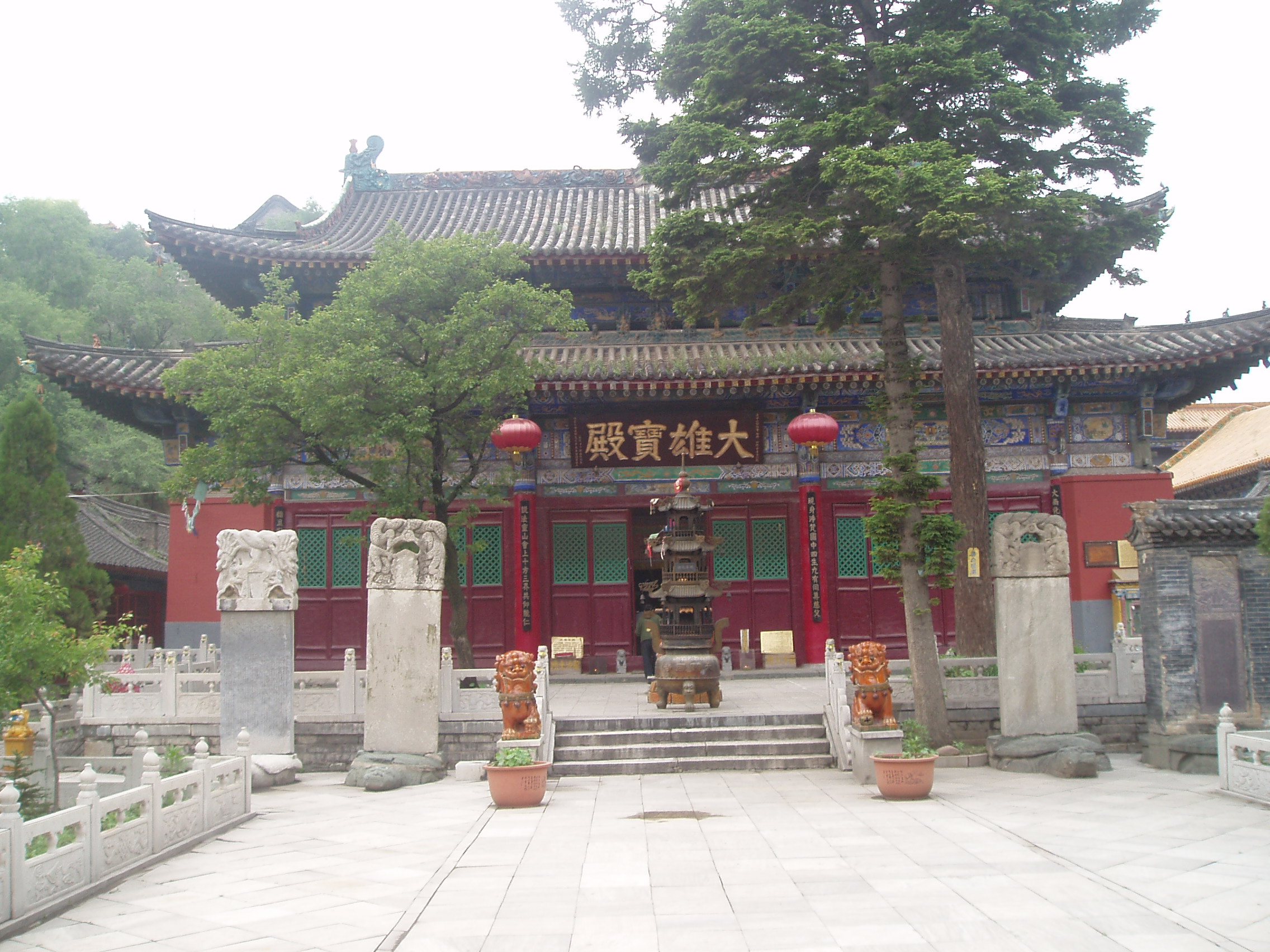
圆照寺大殿
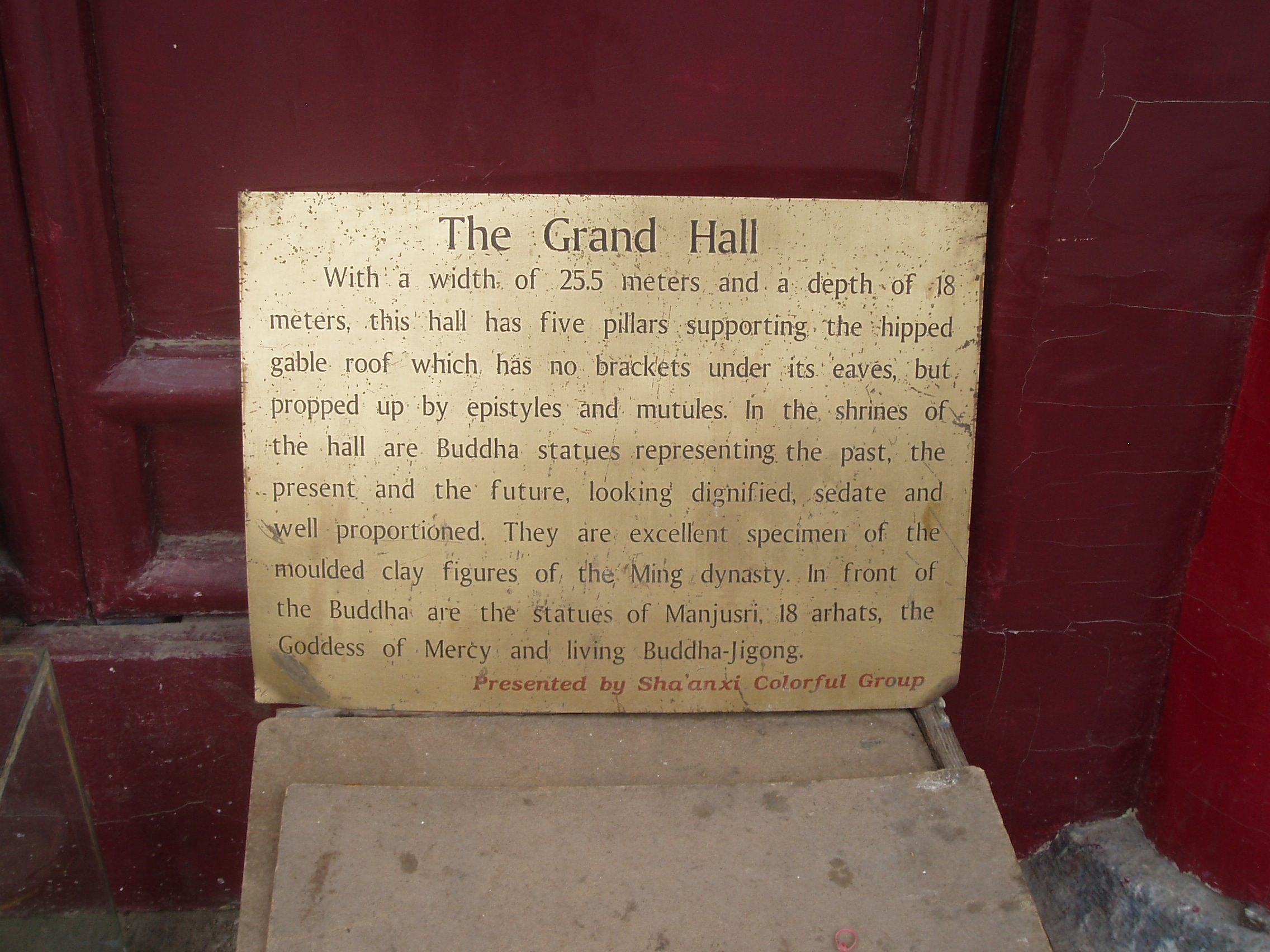
饰板
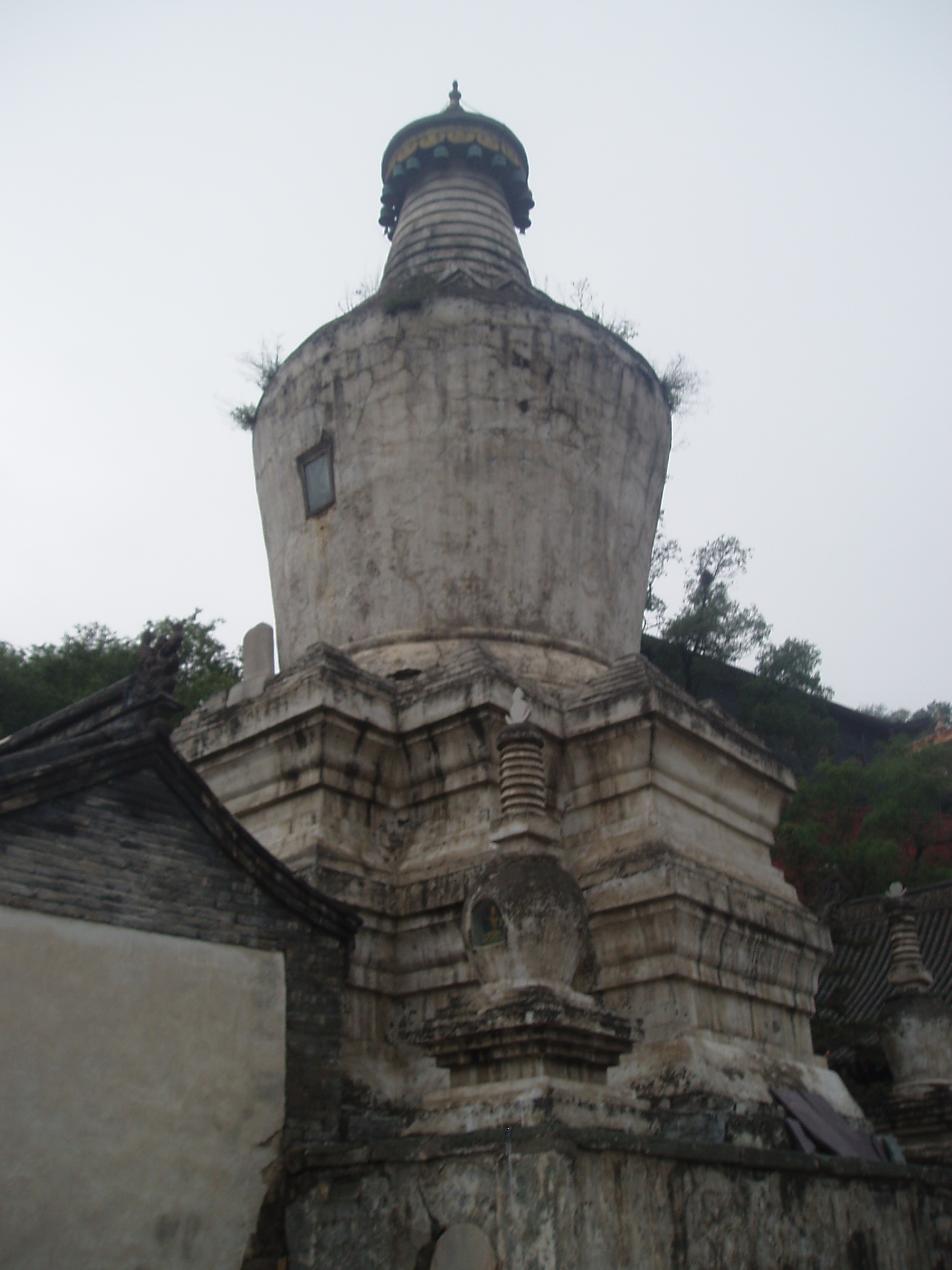
舍利塔
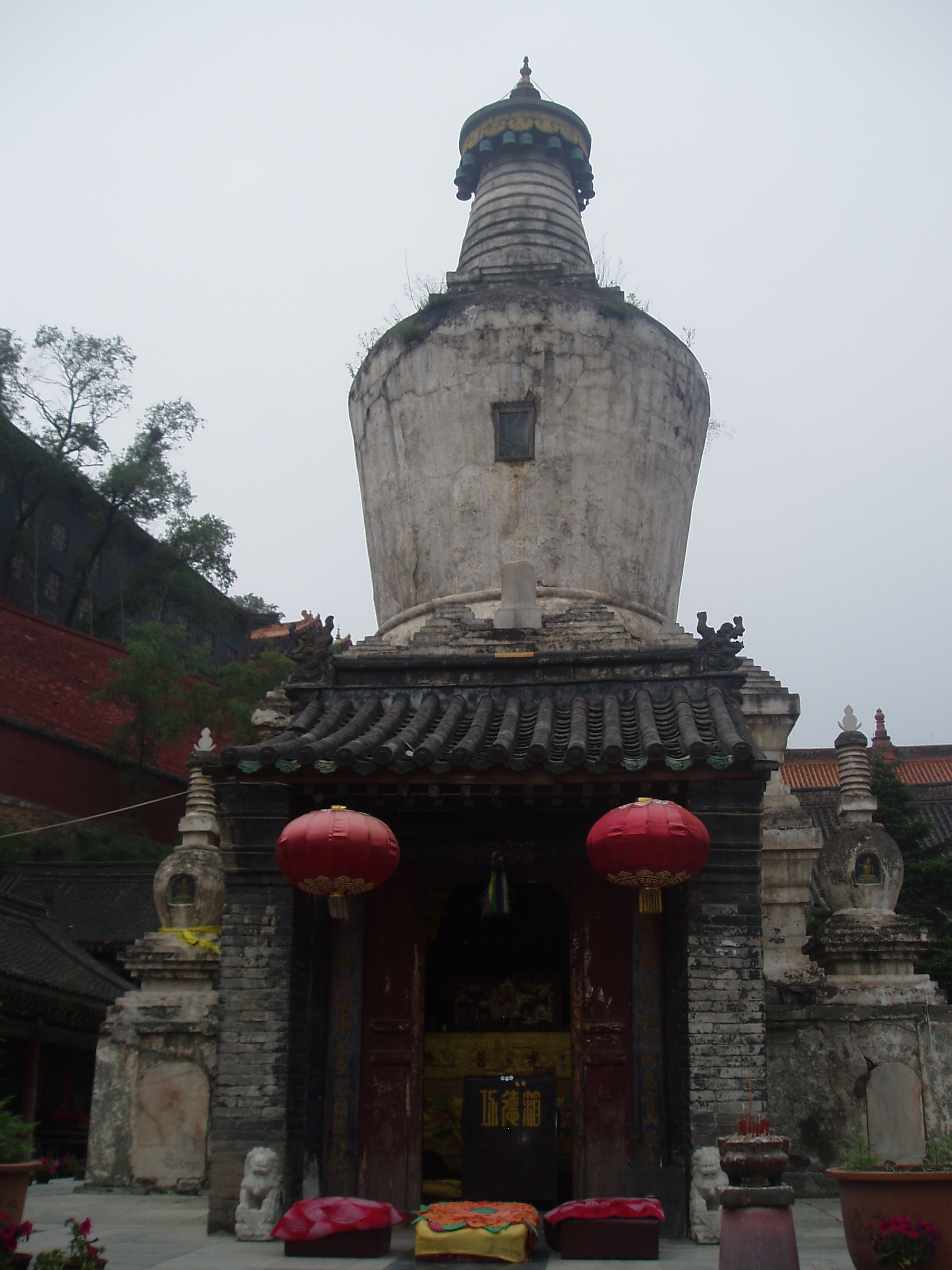
舍利塔